# Tischtennis-Europameisterschaft 2019/Qualifikation
In der Qualifikation zur Tischtennis-Europameisterschaft 2019 wurden zwischen Februar 2018 und Mai 2019 die Teilnehmer der Finalrunde ausgespielt.

## Modus
Der Modus wurde gegenüber der vorherigen Team-EM geändert und sieht drei Stufen vor. In der ersten Stufe werden die 18 Mannschaften, die bei der letzten Europameisterschaft die Plätze 2–19 (bzw. 2–20, da der Gastgeber nicht mitgezählt wird) belegt haben, in Gruppe A eingeteilt, alle anderen Mannschaften (abgesehen von amtierendem Europameister und Gastgeber) in Gruppe B.
In Gruppe A werden die Mannschaften wiederum auf sechs Gruppen à 3 Mannschaften aufgeteilt. In jeder Gruppe spielt, jeweils mit Hin- und Rückspiel, jeder gegen jeden. Die Gruppenersten und -zweiten qualifizieren sich direkt für die finale Stufe, während die Gruppendritten die zweite Stufe spielen.
In Gruppe B werden die Mannschaften, abhängig von der Teilnehmerzahl, auf Gruppen à 3 oder 4 Mannschaften aufgeteilt und spielen dort ebenfalls im Modus zweimal jeder gegen jeden. Die Gruppenersten und -zweiten qualifizieren sich für die zweite Stufe, wo sie mit den 6 Gruppendritten aus Gruppe A in 3er- oder 4er-Gruppen aufgeteilt werden und 10 weitere Qualifikanten für die finale Stufe ausspielen.
An der letzten Stufe nehmen 24 Mannschaften teil, die den Europameister ausspielen, wobei der amtierende Europameister und der Gastgeber automatisch qualifiziert sind. Sie werden auf 8 Gruppen à 3 Mannschaften aufgeteilt und spielen dort im Modus jeder gegen jeden. Die Gruppensieger rücken ins Viertelfinale vor, wo es im K.-o.-System weitergeht.
Alle Spiele werden im Best-of-5-Modus ausgetragen und bestehen somit aus 3 bis 5 Einzeln, die, wiederum im Best-of-5-Modus ausgetragen, aus 3 bis 5 Sätzen bestehen.

## Männer

### Stufe 1

#### Gruppe A

##### Gruppe A 1
| Datum         | Heimmannschaft | Gastmannschaft | Ergebnis |
| ------------- | -------------- | -------------- | -------- |
| 27. Feb. 2018 | Portugal       | Ungarn         | 3:1      |
| 27. März 2018 | Österreich     | Portugal       | 3:0      |
| 28. Aug. 2018 | Ungarn         | Österreich     | 3:2      |
| 2. Okt. 2018  | Ungarn         | Portugal       | 0:3      |
| 20. Nov. 2018 | Portugal       | Österreich     | 1:3      |
| 4. Dez. 2018  | Österreich     | Ungarn         | 1:3      |

| Platz | Mannschaft | Bgn. | Spiele | Punkte |
| ----- | ---------- | ---- | ------ | ------ |
| 1     | Österreich | 4    | 9:7    | 6      |
| 2     | Portugal   | 4    | 7:7    | 6      |
| 3     | Ungarn     | 4    | 7:9    | 6      |

|  | Qualifikation für finale Stufe |
|  | Qualifikation für 2. Stufe     |

##### Gruppe A 2
| Datum         | Heimmannschaft | Gastmannschaft | Ergebnis |
| ------------- | -------------- | -------------- | -------- |
| 27. Feb. 2018 | Slowenien      | Belgien        | 3:0      |
| 27. März 2018 | Rumänien       | Slowenien      | 2:3      |
| 17. Mai 2018  | Belgien        | Rumänien       | 3:0      |
| 2. Okt. 2018  | Belgien        | Slowenien      | 1:3      |
| 20. Nov. 2018 | Slowenien      | Rumänien       | 3:0      |
| 14. Dez. 2018 | Rumänien       | Belgien        | 1:3      |

| Platz | Mannschaft | Bgn. | Spiele | Punkte |
| ----- | ---------- | ---- | ------ | ------ |
| 1     | Slowenien  | 4    | 12:3   | 8      |
| 2     | Belgien    | 4    | 7:7    | 6      |
| 3     | Rumänien   | 4    | 3:12   | 4      |

|  | Qualifikation für finale Stufe |
|  | Qualifikation für 2. Stufe     |

##### Gruppe A 3
| Datum         | Heimmannschaft | Gastmannschaft | Ergebnis |
| ------------- | -------------- | -------------- | -------- |
| 27. Feb. 2018 | Schweden       | Dänemark       | 3:1      |
| 27. März 2018 | Spanien        | Schweden       | 3:2      |
| 19. Mai 2018  | Dänemark       | Spanien        | 2:3      |
| 2. Okt. 2018  | Dänemark       | Schweden       | 0:3      |
| 20. Nov. 2018 | Schweden       | Spanien        | 3:0      |
| 4. Dez. 2018  | Spanien        | Dänemark       | 2:3      |

| Platz | Mannschaft | Bgn. | Spiele | Punkte |
| ----- | ---------- | ---- | ------ | ------ |
| 1     | Schweden   | 4    | 11:4   | 7      |
| 2     | Spanien    | 4    | 8:10   | 6      |
| 3     | Dänemark   | 4    | 6:11   | 5      |

|  | Qualifikation für finale Stufe |
|  | Qualifikation für 2. Stufe     |

##### Gruppe A 4
| Datum         | Heimmannschaft | Gastmannschaft | Ergebnis |
| ------------- | -------------- | -------------- | -------- |
| 27. Feb. 2018 | Kroatien       | Türkei         | 2:3      |
| 27. März 2018 | Polen          | Kroatien       | 0:3      |
| 22. Mai 2018  | Türkei         | Polen          | 0:3      |
| 2. Okt. 2018  | Türkei         | Kroatien       | 0:3      |
| 20. Nov. 2018 | Kroatien       | Polen          | 0:3      |
| 4. Dez. 2018  | Polen          | Türkei         | 3:0      |

| Platz | Mannschaft | Bgn. | Spiele | Punkte |
| ----- | ---------- | ---- | ------ | ------ |
| 1     | Polen      | 4    | 9:3    | 7      |
| 2     | Kroatien   | 4    | 8:6    | 6      |
| 3     | Türkei     | 4    | 3:11   | 5      |

|  | Qualifikation für finale Stufe |
|  | Qualifikation für 2. Stufe     |

##### Gruppe A 5
| Datum         | Heimmannschaft | Gastmannschaft | Ergebnis |
| ------------- | -------------- | -------------- | -------- |
| 27. Feb. 2018 | Ukraine        | Belarus        | 0:3      |
| 27. März 2018 | Slowakei       | Ukraine        | 3:1      |
| 22. Mai 2018  | Belarus        | Slowakei       | 3:2      |
| 2. Okt. 2018  | Belarus        | Ukraine        | 3:1      |
| 20. Nov. 2018 | Ukraine        | Slowakei       | 3:0      |
| 4. Dez. 2018  | Slowakei       | Belarus        | 3:1      |

| Platz | Mannschaft | Bgn. | Spiele | Punkte |
| ----- | ---------- | ---- | ------ | ------ |
| 1     | Belarus    | 4    | 10:6   | 7      |
| 2     | Slowakei   | 4    | 8:8    | 6      |
| 3     | Ukraine    | 4    | 5:9    | 5      |

|  | Qualifikation für finale Stufe |
|  | Qualifikation für 2. Stufe     |

##### Gruppe A 6
| Datum         | Heimmannschaft | Gastmannschaft | Ergebnis |
| ------------- | -------------- | -------------- | -------- |
| 27. Feb. 2018 | Griechenland   | Luxemburg      | 3:0      |
| 27. März 2018 | Russland       | Griechenland   | 3:2      |
| 22. Mai 2018  | Russland       | Luxemburg      | 3:0      |
| 2. Okt. 2018  | Luxemburg      | Griechenland   | 1:3      |
| 20. Nov. 2018 | Griechenland   | Russland       | 3:0      |
| 4. Dez. 2018  | Luxemburg      | Russland       | 0:3      |

| Platz | Mannschaft   | Bgn. | Spiele | Punkte |
| ----- | ------------ | ---- | ------ | ------ |
| 1     | Griechenland | 4    | 11:4   | 7      |
| 2     | Russland     | 4    | 9:5    | 7      |
| 3     | Luxemburg    | 4    | 1:12   | 4      |

|  | Qualifikation für finale Stufe |
|  | Qualifikation für 2. Stufe     |

#### Gruppe B

##### Gruppe B 1
| Datum         | Heimmannschaft | Gastmannschaft | Ergebnis |
| ------------- | -------------- | -------------- | -------- |
| 27. Feb. 2018 | Tschechien     | Zypern         | 3:0      |
| 27. März 2018 | Bulgarien      | Tschechien     | 0:3      |
| 22. Mai 2018  | Zypern         | Bulgarien      | 2:3      |
| 2. Okt. 2018  | Zypern         | Tschechien     | 0:3      |
| 20. Nov. 2018 | Tschechien     | Bulgarien      | 3:0      |
| 4. Dez. 2018  | Bulgarien      | Zypern         | 3:0      |

| Platz | Mannschaft | Bgn. | Spiele | Punkte |
| ----- | ---------- | ---- | ------ | ------ |
| 1     | Tschechien | 4    | 12:0   | 8      |
| 2     | Bulgarien  | 4    | 6:8    | 6      |
| 3     | Zypern     | 4    | 2:12   | 4      |

|  | Qualifikation für 2. Stufe |

##### Gruppe B 2
| Datum         | Heimmannschaft | Gastmannschaft | Ergebnis |
| ------------- | -------------- | -------------- | -------- |
| 27. Feb. 2018 | Italien        | Norwegen       | 3:0      |
| 27. Feb. 2018 | Israel         | Kosovo         | 3:0      |
| 27. März 2018 | Israel         | Italien        | 1:3      |
| 27. März 2018 | Kosovo         | Norwegen       | 0:3      |
| 22. Mai 2018  | Norwegen       | Israel         | 1:3      |
| 22. Mai 2018  | Italien        | Kosovo         | 3:0      |
| 2. Okt. 2018  | Kosovo         | Israel         | 0:3      |
| 4. Okt. 2018  | Norwegen       | Italien        | 0:3      |
| 20. Nov. 2018 | Italien        | Israel         | 3:0      |
| 20. Nov. 2018 | Norwegen       | Kosovo         | 3:0      |
| 4. Dez. 2018  | Israel         | Norwegen       | 3:2      |
| 4. Dez. 2018  | Kosovo         | Italien        | 0:3      |

| Platz | Mannschaft | Bgn. | Spiele | Punkte |
| ----- | ---------- | ---- | ------ | ------ |
| 1     | Italien    | 6    | 18:1   | 12     |
| 2     | Israel     | 6    | 13:9   | 10     |
| 3     | Norwegen   | 6    | 9:12   | 8      |
| 4     | Kosovo     | 6    | 0:18   | 6      |

|  | Qualifikation für 2. Stufe |

##### Gruppe B 3
| Datum         | Heimmannschaft | Gastmannschaft | Ergebnis |
| ------------- | -------------- | -------------- | -------- |
| 27. Feb. 2018 | Niederlande    | Montenegro     | 3:2      |
| 27. März 2018 | Estland        | Niederlande    | 0:3      |
| 22. Mai 2018  | Montenegro     | Estland        | 2:3      |
| 2. Okt. 2018  | Montenegro     | Niederlande    | 0:3      |
| 20. Nov. 2018 | Niederlande    | Estland        | 3:0      |
| 4. Dez. 2018  | Estland        | Montenegro     | 3:2      |

| Platz | Mannschaft  | Bgn. | Spiele | Punkte |
| ----- | ----------- | ---- | ------ | ------ |
| 1     | Niederlande | 4    | 12:2   | 8      |
| 2     | Estland     | 4    | 6:10   | 6      |
| 3     | Montenegro  | 4    | 6:12   | 4      |

|  | Qualifikation für 2. Stufe |

##### Gruppe B 4
| Datum         | Heimmannschaft | Gastmannschaft | Ergebnis |
| ------------- | -------------- | -------------- | -------- |
| 27. Feb. 2018 | Litauen        | Aserbaidschan  | 3:0      |
| 27. Feb. 2018 | Irland         | San Marino     | 3:0      |
| 20. März 2018 | Irland         | Litauen        | 0:3      |
| 27. März 2018 | San Marino     | Aserbaidschan  | 1:3      |
| 22. Mai 2018  | Aserbaidschan  | Irland         | 0:3      |
| 22. Mai 2018  | Litauen        | San Marino     | 3:0      |
| 27. Sep. 2018 | San Marino     | Irland         | 0:3      |
| 2. Okt. 2018  | Aserbaidschan  | Litauen        | 0:3      |
| 20. Nov. 2018 | Litauen        | Irland         | 3:1      |
| 20. Nov. 2018 | Aserbaidschan  | San Marino     | 0:3      |
| 6. Dez. 2018  | Irland         | Aserbaidschan  | 3:0 w.o. |
| 4. Dez. 2018  | San Marino     | Litauen        | 0:3      |

| Platz | Mannschaft    | Bgn. | Spiele | Punkte |
| ----- | ------------- | ---- | ------ | ------ |
| 1     | Litauen       | 6    | 18:1   | 12     |
| 2     | Irland        | 6    | 13:6   | 10     |
| 3     | San Marino    | 6    | 4:15   | 7      |
| 4     | Aserbaidschan | 6    | 3:16   | 6      |

|  | Qualifikation für 2. Stufe |

##### Gruppe B 5
| Datum         | Heimmannschaft          | Gastmannschaft          | Ergebnis |
| ------------- | ----------------------- | ----------------------- | -------- |
| 27. Feb. 2018 | England                 | Bosnien und Herzegowina | 3:0      |
| 7. Mai 2018   | Serbien                 | England                 | 3:0      |
| 22. Mai 2018  | Bosnien und Herzegowina | Serbien                 | 0:3      |
| 2. Okt. 2018  | Bosnien und Herzegowina | England                 | 0:3      |
| 20. Nov. 2018 | England                 | Serbien                 | 1:3      |
| 4. Dez. 2018  | Serbien                 | Bosnien und Herzegowina | 3:0      |

| Platz | Mannschaft              | Bgn. | Spiele | Punkte |
| ----- | ----------------------- | ---- | ------ | ------ |
| 1     | Serbien                 | 4    | 12:1   | 8      |
| 2     | England                 | 4    | 7:6    | 6      |
| 3     | Bosnien und Herzegowina | 4    | 0:12   | 4      |

|  | Qualifikation für 2. Stufe |

##### Gruppe B 6
| Datum         | Heimmannschaft | Gastmannschaft | Ergebnis |
| ------------- | -------------- | -------------- | -------- |
| 27. Feb. 2018 | Finnland       | Schottland     | 3:0      |
| 27. März 2018 | Schweiz        | Finnland       | 3:1      |
| 22. Mai 2018  | Schottland     | Schweiz        | 1:3      |
| 2. Okt. 2018  | Schottland     | Finnland       | 1:3      |
| 20. Nov. 2018 | Finnland       | Schweiz        | 3:2      |
| 4. Dez. 2018  | Schweiz        | Schottland     | 3:2      |

| Platz | Mannschaft | Bgn. | Spiele | Punkte |
| ----- | ---------- | ---- | ------ | ------ |
| 1     | Schweiz    | 4    | 11:7   | 7      |
| 2     | Finnland   | 4    | 10:6   | 7      |
| 3     | Schottland | 4    | 4:12   | 4      |

|  | Qualifikation für 2. Stufe |

### Stufe 2

#### Gruppe 1
| Datum        | Heimmannschaft | Gastmannschaft | Ergebnis |
| ------------ | -------------- | -------------- | -------- |
| 18. Mai 2018 | Rumänien       | Litauen        | 3:0      |
| 18. Mai 2018 | Serbien        | Litauen        | 3:0      |
| 19. Mai 2018 | Rumänien       | Serbien        | 3:1      |

| Platz | Mannschaft | Bgn. | Spiele | Punkte |
| ----- | ---------- | ---- | ------ | ------ |
| 1     | Rumänien   | 2    | 6:1    | 4      |
| 2     | Serbien    | 2    | 4:3    | 3      |
| 3     | Litauen    | 2    | 0:6    | 2      |

|  | Qualifikation für finale Stufe |

#### Gruppe 2
| Datum        | Heimmannschaft | Gastmannschaft | Ergebnis |
| ------------ | -------------- | -------------- | -------- |
| 18. Mai 2018 | Dänemark       | Schweiz        | 3:0      |
| 18. Mai 2018 | Dänemark       | Niederlande    | 3:0      |
| 19. Mai 2018 | Niederlande    | Schweiz        | 3:0      |

| Platz | Mannschaft  | Bgn. | Spiele | Punkte |
| ----- | ----------- | ---- | ------ | ------ |
| 1     | Dänemark    | 2    | 6:0    | 4      |
| 2     | Niederlande | 2    | 3:3    | 3      |
| 3     | Schweiz     | 2    | 0:6    | 2      |

|  | Qualifikation für finale Stufe |

#### Gruppe 3
| Datum        | Heimmannschaft | Gastmannschaft | Ergebnis |
| ------------ | -------------- | -------------- | -------- |
| 18. Mai 2018 | Ukraine        | England        | 2:3      |
| 18. Mai 2018 | Italien        | Estland        | 3:0      |
| 18. Mai 2018 | Ukraine        | Italien        | 3:0      |
| 18. Mai 2018 | England        | Estland        | 3:0      |
| 19. Mai 2018 | Italien        | England        | 2:3      |
| 19. Mai 2018 | Ukraine        | Estland        | 3:0      |

| Platz | Mannschaft | Bgn. | Spiele | Punkte |
| ----- | ---------- | ---- | ------ | ------ |
| 1     | England    | 3    | 9:4    | 6      |
| 2     | Ukraine    | 3    | 8:3    | 5      |
| 3     | Italien    | 3    | 5:6    | 4      |
| 4     | Estland    | 3    | 0:9    | 3      |

|  | Qualifikation für finale Stufe |

#### Gruppe 4
| Datum        | Heimmannschaft | Gastmannschaft | Ergebnis |
| ------------ | -------------- | -------------- | -------- |
| 18. Mai 2018 | Ungarn         | Israel         | 3:0      |
| 18. Mai 2018 | Tschechien     | Irland         | 3:0      |
| 18. Mai 2018 | Ungarn         | Tschechien     | 2:3      |
| 18. Mai 2018 | Israel         | Irland         | 3:0      |
| 19. Mai 2018 | Ungarn         | Irland         | 3:0      |
| 19. Mai 2018 | Tschechien     | Israel         | 3:0      |

| Platz | Mannschaft | Bgn. | Spiele | Punkte |
| ----- | ---------- | ---- | ------ | ------ |
| 1     | Tschechien | 3    | 9:2    | 6      |
| 2     | Ungarn     | 3    | 8:3    | 5      |
| 3     | Israel     | 3    | 3:6    | 4      |
| 4     | Irland     | 3    | 0:9    | 3      |

|  | Qualifikation für finale Stufe |

#### Gruppe 5
| Datum        | Heimmannschaft | Gastmannschaft | Ergebnis |
| ------------ | -------------- | -------------- | -------- |
| 18. Mai 2018 | Luxemburg      | Bulgarien      | 3:2      |
| 18. Mai 2018 | Türkei         | Finnland       | 3:2      |
| 18. Mai 2018 | Finnland       | Bulgarien      | 3:1      |
| 18. Mai 2018 | Türkei         | Luxemburg      | 3:2      |
| 19. Mai 2018 | Türkei         | Bulgarien      | 3:2      |
| 19. Mai 2018 | Luxemburg      | Finnland       | 3:2      |

| Platz | Mannschaft | Bgn. | Spiele | Punkte |
| ----- | ---------- | ---- | ------ | ------ |
| 1     | Türkei     | 3    | 9:6    | 6      |
| 2     | Luxemburg  | 3    | 8:7    | 5      |
| 3     | Finnland   | 3    | 7:7    | 4      |
| 4     | Bulgarien  | 3    | 5:9    | 3      |

|  | Qualifikation für finale Stufe |

## Frauen

### Stufe 1

#### Gruppe A

##### Gruppe A 1
| Datum         | Heimmannschaft | Gastmannschaft | Ergebnis |
| ------------- | -------------- | -------------- | -------- |
| 27. Feb. 2018 | Deutschland    | Aserbaidschan  | 3:0      |
| 27. März 2018 | Luxemburg      | Deutschland    | 1:3      |
| 22. Mai 2018  | Aserbaidschan  | Luxemburg      | 0:3      |
| 2. Okt. 2018  | Aserbaidschan  | Deutschland    | 0:3      |
| 20. Nov. 2018 | Deutschland    | Luxemburg      | 3:0      |
| 4. Dez. 2018  | Luxemburg      | Aserbaidschan  | 3:0      |

| Platz | Mannschaft    | Bgn. | Spiele | Punkte |
| ----- | ------------- | ---- | ------ | ------ |
| 1     | Deutschland   | 4    | 12:1   | 8      |
| 2     | Luxemburg     | 4    | 7:6    | 6      |
| 3     | Aserbaidschan | 4    | 0:12   | 4      |

|  | Qualifikation für finale Stufe |
|  | Qualifikation für 2. Stufe     |

##### Gruppe A 2
| Datum         | Heimmannschaft | Gastmannschaft | Ergebnis |
| ------------- | -------------- | -------------- | -------- |
| 27. Feb. 2018 | Niederlande    | Italien        | 3:2      |
| 27. März 2018 | Kroatien       | Niederlande    | 2:3      |
| 22. Mai 2018  | Italien        | Kroatien       | 2:3      |
| 2. Okt. 2018  | Italien        | Niederlande    | 0:3      |
| 20. Nov. 2018 | Niederlande    | Kroatien       | 3:0      |
| 4. Dez. 2018  | Kroatien       | Italien        | 3:0      |

| Platz | Mannschaft  | Bgn. | Spiele | Punkte |
| ----- | ----------- | ---- | ------ | ------ |
| 1     | Niederlande | 4    | 12:4   | 8      |
| 2     | Kroatien    | 4    | 8:8    | 6      |
| 3     | Italien     | 4    | 4:12   | 4      |

|  | Qualifikation für finale Stufe |
|  | Qualifikation für 2. Stufe     |

##### Gruppe A 3
| Datum         | Heimmannschaft | Gastmannschaft | Ergebnis |
| ------------- | -------------- | -------------- | -------- |
| 25. Feb. 2018 | Russland       | Belarus        | 0:3      |
| 27. März 2018 | Schweden       | Russland       | 3:1      |
| 21. Mai 2018  | Belarus        | Schweden       | 0:3      |
| 1. Okt. 2018  | Belarus        | Russland       | 3:2      |
| 20. Nov. 2018 | Russland       | Schweden       | 3:0      |
| 4. Dez. 2018  | Schweden       | Belarus        | 3:0      |

| Platz | Mannschaft | Bgn. | Spiele | Punkte |
| ----- | ---------- | ---- | ------ | ------ |
| 1     | Schweden   | 4    | 9:4    | 7      |
| 2     | Belarus    | 4    | 6:8    | 6      |
| 3     | Russland   | 4    | 6:9    | 5      |

|  | Qualifikation für finale Stufe |
|  | Qualifikation für 2. Stufe     |

##### Gruppe A 4
| Datum         | Heimmannschaft | Gastmannschaft | Ergebnis |
| ------------- | -------------- | -------------- | -------- |
| 27. Feb. 2018 | Ungarn         | Spanien        | 1:3      |
| 18. Apr. 2018 | Tschechien     | Ungarn         | 1:3      |
| 22. Mai 2018  | Spanien        | Tschechien     | 1:3      |
| 3. Okt. 2018  | Spanien        | Ungarn         | 0:3      |
| 20. Nov. 2018 | Ungarn         | Tschechien     | 3:1      |
| 4. Dez. 2018  | Tschechien     | Spanien        | 3:1      |

| Platz | Mannschaft | Bgn. | Spiele | Punkte |
| ----- | ---------- | ---- | ------ | ------ |
| 1     | Ungarn     | 4    | 10:5   | 7      |
| 2     | Tschechien | 4    | 8:8    | 6      |
| 3     | Spanien    | 4    | 5:10   | 5      |

|  | Qualifikation für finale Stufe |
|  | Qualifikation für 2. Stufe     |

##### Gruppe A 5
| Datum         | Heimmannschaft | Gastmannschaft | Ergebnis |
| ------------- | -------------- | -------------- | -------- |
| 27. Feb. 2018 | Österreich     | Schweiz        | 3:0      |
| 27. März 2018 | Portugal       | Österreich     | 2:3      |
| 22. Mai 2018  | Schweiz        | Portugal       | 1:3      |
| 2. Okt. 2018  | Schweiz        | Österreich     | 0:3      |
| 20. Nov. 2018 | Österreich     | Portugal       | 1:3      |
| 4. Dez. 2018  | Portugal       | Schweiz        | 3:0      |

| Platz | Mannschaft | Bgn. | Spiele | Punkte |
| ----- | ---------- | ---- | ------ | ------ |
| 1     | Portugal   | 4    | 11:5   | 7      |
| 2     | Österreich | 4    | 10:5   | 7      |
| 3     | Schweiz    | 4    | 1:12   | 4      |

|  | Qualifikation für finale Stufe |
|  | Qualifikation für 2. Stufe     |

##### Gruppe A 6
| Datum         | Heimmannschaft | Gastmannschaft | Ergebnis |
| ------------- | -------------- | -------------- | -------- |
| 27. Feb. 2018 | Polen          | Slowenien      | 3:0      |
| 27. März 2018 | Ukraine        | Polen          | 3:0      |
| 22. Mai 2018  | Slowenien      | Ukraine        | 0:3      |
| 2. Okt. 2018  | Slowenien      | Polen          | 0:3      |
| 20. Nov. 2018 | Polen          | Ukraine        | 3:1      |
| 4. Dez. 2018  | Ukraine        | Slowenien      | 3:0      |

| Platz | Mannschaft | Bgn. | Spiele | Punkte |
| ----- | ---------- | ---- | ------ | ------ |
| 1     | Ukraine    | 4    | 10:3   | 7      |
| 2     | Polen      | 4    | 9:4    | 7      |
| 3     | Slowenien  | 4    | 0:12   | 4      |

|  | Qualifikation für finale Stufe |
|  | Qualifikation für 2. Stufe     |

#### Gruppe B

##### Gruppe B 1
| Datum         | Heimmannschaft | Gastmannschaft | Ergebnis |
| ------------- | -------------- | -------------- | -------- |
| 27. Feb. 2018 | Serbien        | Schottland     | 3:0      |
| 27. März 2018 | Bulgarien      | Serbien        | 1:3      |
| 22. Mai 2018  | Schottland     | Bulgarien      | 0:3      |
| 2. Okt. 2018  | Schottland     | Serbien        | 0:3      |
| 20. Nov. 2018 | Serbien        | Bulgarien      | 3:0      |
| 4. Dez. 2018  | Bulgarien      | Schottland     | 3:0      |

| Platz | Mannschaft | Bgn. | Spiele | Punkte |
| ----- | ---------- | ---- | ------ | ------ |
| 1     | Serbien    | 4    | 12:1   | 8      |
| 2     | Bulgarien  | 4    | 7:6    | 6      |
| 3     | Schottland | 4    | 0:12   | 4      |

|  | Qualifikation für 2. Stufe |

##### Gruppe B 2
| Datum         | Heimmannschaft | Gastmannschaft | Ergebnis |
| ------------- | -------------- | -------------- | -------- |
| 27. Feb. 2018 | Türkei         | Estland        | 3:0      |
| 27. März 2018 | Dänemark       | Türkei         | 0:3      |
| 22. Mai 2018  | Estland        | Dänemark       | 3:0      |
| 2. Okt. 2018  | Estland        | Türkei         | 0:3      |
| 20. Nov. 2018 | Türkei         | Dänemark       | 3:2      |
| 4. Dez. 2018  | Dänemark       | Estland        | 3:2      |

| Platz | Mannschaft | Bgn. | Spiele | Punkte |
| ----- | ---------- | ---- | ------ | ------ |
| 1     | Türkei     | 4    | 12:2   | 8      |
| 2     | Estland    | 4    | 5:9    | 5      |
| 3     | Dänemark   | 4    | 5:11   | 5      |

|  | Qualifikation für 2. Stufe |

##### Gruppe B 3
| Datum         | Heimmannschaft | Gastmannschaft | Ergebnis |
| ------------- | -------------- | -------------- | -------- |
| 27. Feb. 2018 | England        | Norwegen       | 3:1      |
| 24. Apr. 2018 | Griechenland   | England        | 1:3      |
| 22. Mai 2018  | Norwegen       | Griechenland   | 1:3      |
| 4. Okt. 2018  | Norwegen       | England        | 1:3      |
| 20. Nov. 2018 | England        | Griechenland   | 3:0      |
| 4. Dez. 2018  | Griechenland   | Norwegen       | 3:1      |

| Platz | Mannschaft   | Bgn. | Spiele | Punkte |
| ----- | ------------ | ---- | ------ | ------ |
| 1     | England      | 4    | 12:3   | 8      |
| 2     | Griechenland | 4    | 7:8    | 6      |
| 3     | Norwegen     | 4    | 4:12   | 4      |

|  | Qualifikation für 2. Stufe |

##### Gruppe B 4
| Datum         | Heimmannschaft | Gastmannschaft | Ergebnis |
| ------------- | -------------- | -------------- | -------- |
| 27. Feb. 2018 | Litauen        | Finnland       | 3:1      |
| 27. März 2018 | Israel         | Litauen        | 1:3      |
| 22. Mai 2018  | Finnland       | Israel         | 1:3      |
| 2. Okt. 2018  | Finnland       | Litauen        | 0:3      |
| 20. Nov. 2018 | Litauen        | Israel         | 3:2      |
| 4. Dez. 2018  | Israel         | Finnland       | 2:3      |

| Platz | Mannschaft | Bgn. | Spiele | Punkte |
| ----- | ---------- | ---- | ------ | ------ |
| 1     | Litauen    | 4    | 12:4   | 8      |
| 2     | Israel     | 4    | 8:10   | 5      |
| 3     | Finnland   | 4    | 5:11   | 5      |

|  | Qualifikation für 2. Stufe |

##### Gruppe B 5
| Datum         | Heimmannschaft          | Gastmannschaft          | Ergebnis |
| ------------- | ----------------------- | ----------------------- | -------- |
| 27. Feb. 2018 | Belgien                 | Bosnien und Herzegowina | 3:0      |
| 27. März 2018 | Slowakei                | Belgien                 | 3:1      |
| 22. Mai 2018  | Bosnien und Herzegowina | Slowakei                | 0:3      |
| 2. Okt. 2018  | Bosnien und Herzegowina | Belgien                 | 0:3      |
| 20. Nov. 2018 | Belgien                 | Slowakei                | 1:3      |
| 4. Dez. 2018  | Slowakei                | Bosnien und Herzegowina | 3:1      |

| Platz | Mannschaft              | Bgn. | Spiele | Punkte |
| ----- | ----------------------- | ---- | ------ | ------ |
| 1     | Slowakei                | 4    | 12:3   | 8      |
| 2     | Belgien                 | 4    | 8:6    | 6      |
| 3     | Bosnien und Herzegowina | 4    | 1:12   | 4      |

|  | Qualifikation für 2. Stufe |

### Stufe 2

#### Gruppe 1
| Datum        | Heimmannschaft | Gastmannschaft | Ergebnis |
| ------------ | -------------- | -------------- | -------- |
| 18. Mai 2018 | Russland       | Litauen        | 3:0      |
| 18. Mai 2018 | Russland       | Türkei         | 3:0      |
| 19. Mai 2018 | Türkei         | Litauen        | 3:0      |

| Platz | Mannschaft | Bgn. | Spiele | Punkte |
| ----- | ---------- | ---- | ------ | ------ |
| 1     | Russland   | 2    | 6:0    | 4      |
| 2     | Türkei     | 2    | 3:3    | 3      |
| 3     | Litauen    | 2    | 0:6    | 2      |

|  | Qualifikation für finale Stufe |

#### Gruppe 2
| Datum        | Heimmannschaft | Gastmannschaft | Ergebnis |
| ------------ | -------------- | -------------- | -------- |
| 18. Mai 2018 | Spanien        | Belgien        | 3:0      |
| 18. Mai 2018 | Spanien        | England        | 3:0      |
| 19. Mai 2018 | England        | Belgien        | 1:3      |

| Platz | Mannschaft | Bgn. | Spiele | Punkte |
| ----- | ---------- | ---- | ------ | ------ |
| 1     | Spanien    | 2    | 6:0    | 4      |
| 2     | Belgien    | 2    | 3:4    | 3      |
| 3     | England    | 2    | 1:6    | 2      |

|  | Qualifikation für finale Stufe |

#### Gruppe 3
| Datum        | Heimmannschaft | Gastmannschaft | Ergebnis |
| ------------ | -------------- | -------------- | -------- |
| 18. Mai 2018 | Italien        | Estland        | 3:0      |
| 18. Mai 2018 | Italien        | Serbien        | 0:3      |
| 19. Mai 2018 | Serbien        | Estland        | 3:0      |

| Platz | Mannschaft | Bgn. | Spiele | Punkte |
| ----- | ---------- | ---- | ------ | ------ |
| 1     | Serbien    | 2    | 6:0    | 4      |
| 2     | Italien    | 2    | 3:3    | 3      |
| 3     | Estland    | 2    | 0:6    | 2      |

|  | Qualifikation für finale Stufe |

#### Gruppe 4
| Datum        | Heimmannschaft | Gastmannschaft | Ergebnis |
| ------------ | -------------- | -------------- | -------- |
| 18. Mai 2018 | Schweiz        | Griechenland   | 2:3      |
| 18. Mai 2018 | Schweiz        | Slowakei       | 1:3      |
| 19. Mai 2018 | Slowakei       | Griechenland   | 0:3      |

| Platz | Mannschaft   | Bgn. | Spiele | Punkte |
| ----- | ------------ | ---- | ------ | ------ |
| 1     | Griechenland | 2    | 6:2    | 4      |
| 2     | Slowakei     | 2    | 3:4    | 3      |
| 3     | Schweiz      | 2    | 3:6    | 2      |

|  | Qualifikation für finale Stufe |

#### Gruppe 5
| Datum        | Heimmannschaft | Gastmannschaft | Ergebnis |
| ------------ | -------------- | -------------- | -------- |
| 18. Mai 2018 | Israel         | Aserbaidschan  | 2:3      |
| 18. Mai 2018 | Slowenien      | Bulgarien      | 1:3      |
| 18. Mai 2018 | Slowenien      | Aserbaidschan  | 3:0      |
| 18. Mai 2018 | Bulgarien      | Israel         | 3:0      |
| 19. Mai 2018 | Slowenien      | Israel         | 3:1      |
| 19. Mai 2018 | Aserbaidschan  | Bulgarien      | 0:3      |

| Platz | Mannschaft    | Bgn. | Spiele | Punkte |
| ----- | ------------- | ---- | ------ | ------ |
| 1     | Bulgarien     | 3    | 9:1    | 6      |
| 2     | Slowenien     | 3    | 7:4    | 5      |
| 3     | Aserbaidschan | 3    | 3:8    | 4      |
| 4     | Israel        | 3    | 3:9    | 3      |

|  | Qualifikation für finale Stufe |